# 우메다 하루오
우메다 하루오[일본어: 梅田 晴夫, 1920년 8월 12일~1980년 12월 21일]는 일본의 불문학자, 극작가, 소설가, 수필가이다. 원래 성명은 우메다 아키라이다. 게이오기주쿠 대학 대학원을 수료하였다. 무대에서 공연하는 연극과 라디오 드라마의 각본, 물건의 역사를 주제로 한 저술과 일역 분야에서 활약하였다. 파이프 담배와 만년필 수집에 상당한 지식과 경험을 갖추고 잘한 사람으로서도 알려졌다. 우메다 모치오와 우메다 미카는 우메다 하루오의 자녀이다.